# Planet Claire
Planet Claire war ein Pop-Duo aus dem saarländischen Bexbach.

## Bandgeschichte
Walter Merziger (Gesang, Keyboard, Gitarre, Orgel) und Arno Kammermeier (Schlagzeug, Percussion, Samples, Begleitgesang) gründeten Ende der 1980er zusammen mit Claus Brandenburger die Band Indian Summer. Unter diesem Namen veröffentlichten sie die Singles Faceless (1988) und Wonderland (1989).
Kurz darauf gründeten Merziger und Kammermeier dann Planet Claire. Ihr Bandname leitete sich vom Titel eines Songs der B-52s von deren Debüt-Album ab. Die Band war vor allem beeinflusst von Depeche Mode, Pet Shop Boys und Tears for Fears.
Mit Produzent Peter Hayo schufen sie, zuerst unter diesem Bandnamen, später auch unter vielen anderen Alternativnamen, zunächst Synthie-Pop, später Trance- und Eurodance-Tracks. Mit Planet Claire erhielten sie einen Plattenvertrag beim EMI-Unterlabel Electrola.
In den frühen 1990er Jahren hatten sie mit der Single Heaven in Your Hands einen Charterfolg in den deutschen Charts.
Für die Gitarrenteile ihres selbstbetitelten Debütalbums hatten sie Thomas Blug verpflichtet. Mit den folgenden Auskopplungen aus ihrem Debüt-Album Planet Claire hatte die Band weniger Erfolg. Auch das zweite Album After the Fire blieb weitestgehend erfolglos.
Nach einer Umstrukturierung des Labels Mitte der 1990er verloren sie ihren Plattenvertrag und lösten sich kurz darauf auf.

## Nach der Auflösung
Nach dem Ende von Planet Clair setzten die beiden Hauptakteure Merziger und Kammermeier ihre Zusammenarbeit fort und gründeten das Techno-Duo Booka Shade, mit denen sie zu einer festen Größe der europäischen elektrischen Musikszene wurden.

## Diskografie

### Alben
- 1992: Planet Claire (Electrola)
- 1995: After the Fire (Electrola)

### Singles
- 1988: Faceless (erschienen unter dem Bandnamen Indian Summer)
- 1989: Wonderland (erschienen unter dem Bandnamen Indian Summer)
- 1991: Heaven in Your Hands
- 1992: Memories Fade
- 1992: Satellite Heart
- 1994: Secret Fire
- 1995: Say the World

## Andere Projektnamen
- !Mira!, Dajango, Electric Fruit Orchestra, Fake Divine, Futura, Goldpeople, Km/h, Opus 808, Perky Park, Superstring, Temple of Light, Tony Travolta, Zulu